# Aniridia

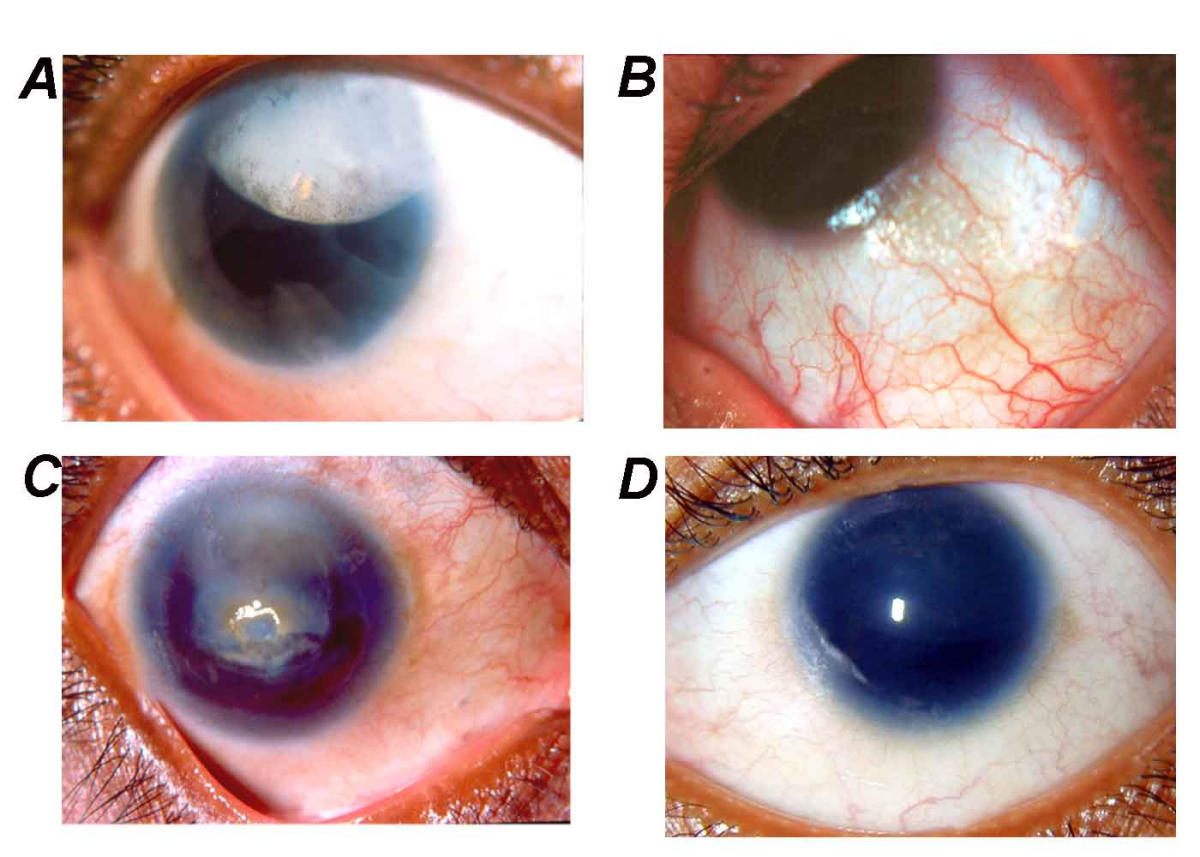
Aniridia u czterech pacjentów z mutacjami genu PAX6.

Aniridia – zaburzenie rozwojowe polegające na braku tęczówki oka.

## Etiologia
Aniridia należy do zaburzeń rozwojowych powstających między 13 a 26 tygodniem życia. Malformacja, jaką jest aniridia, ma związek z mutacjami w kilku genach; znane są postacie dziedziczne (o dziedziczeniu autosomalnie dominującym) jak i spontaniczne. Poznanie genów odpowiedzialnych za nieprawidłowy rozwój struktur tęczówki pozwoliło na wyodrębnienie dwóch dziedzicznych typów aniridii i wyjaśnienie obecności tej wady w kilku genetycznie uwarunkowanych zespołach chorobowych (np. zespół WAGR, zespół Gillespie).